# هایفوتراپی
هایفو (به انگلیسی HIFU)،مخفف کلمات High-intensity focused ultrasound به معنای امواج متمرکز ماورای صوت با شدت بالا است که یک کاربرد درمانی امواج اولتراسوند می‌باشدکاربرد درمانی (سونوتراپی). این فناوری پزشکی در مراحل مختلف تحقیق و تولید برای درمان انواع گوناگونی از اختلالات پزشکی است. سازوکار این فناوری مشابه استفاده از ذره‌بین برای همگرایی نور در قطهٔ کانونی عدسی است. امواج صوتی متمرکز با استفاده از یک عدسی صوتی در نقطه کانونی متمرکز می‌شوند و انرژی حاصل از اجتماع این پرتوها در نقطه هدف حرارت ایجاد می‌کند. هایفو معمولاً همراه با یک روش تصویربرداری پزشکی مانند سونوگرافی یا ام‌آرآی برای طرح و کنترل درمان انجام می‌شود.

## تاریخچه
برای اولین بار در دهه ۱۹۴۰ از امواج صوت برای درمان اختلالات سیستم عصبی و مغزی به صورت تحقیقاتی مورد بهره‌برداری قرار گرفت.اولین دستگاه تجاری هایفو در سال آمریکا تولید شد و در سال ۱۹۹۴ تاییدیه اتحادیه اروپا را برای درمان هایپرپلازی خوش‌خیم پروستات دریافت کرد. پس از آن دستگاه‌های متنوع تحقیقاتی و تجاری برای درمان سرطان یا مصرف زیبایی تولید و تعدادی از این دستگاه‌ها تأییدیه سازمان غذا و داروی آمریکا را نیز دریافت کرده‌اند.

## استفاده زیبایی
در تحقیقی که در بخش پوست بیمارستان دانشگاه هان یانگ سئول انجام شد ۲۰ کره ای (۱۸ زن و ۲ مرد) ۳۷ تا ۷۵ ساله، دارای تیپ پوستی III و IV، که پوست صورتشان دچار چروک و افتادگی شده بود، بعد از یک جلسه درمان با HIFU، مورد بررسی قرار گرفتند. بعد مدت ۳ و ۶ ماه نظرسنج صورت گرفته و نتایج این نظرسنجی در جدول زیر ارائه شده‌است. در این جدول نمره ۱ به معنای ناراضی و ۵ به معنای کاملاً راضی است ایفوتراپی توسط سازمان غذا و داروی ایالات متحده (FDA) در سال ۲۰۰۹ با کاربرد لیفت ابرو تایید شد. در سال ۲۰۱۴، FDA استفاده از این روش را برای بهبود وضعیت خطوط و چین و چروک ناحیه‌ی خط گردن و بالای سینه نیز تایید کرد. به دلیل نوین بودن این روش درمانی، برخی از استفاده‌های آن هنوز مورد تایید FDA قرار نگرفته است ولی شواهدی مبنی بر مضر بودن یا آسیب زننده بودن استفاده‌های مختلف هایفوتراپی وجود ندارد و این روش بسیار ایمن‌تر از جراحی‌های زیبایی است.
استفاده از این روش برای انجام درمان‌های زیبایی برای اولین بار در سال ۲۰۰۸ مطرح شد. هرچند بر روی روش درمانی هایفو پژوهش‌های بالینی گسترده‌ای انجام نشده است، چندین و چند پژوهش‌ کوچک‌تر نشان می‌دهند که این روش برای لیفت صورت و بهبود وضعیت چین و چروک ایمن و مؤثر است. افرادی که این درمان را دریافت کرده‌اند بعد از چند ماه می‌توانند تاثیرات مثبت آن را مشاهده کنند؛ بدون این که در معرض خطرات و عوارض جانبی ناشی از جراحی‌های زیبایی و لیفتینگ قرار بگیرند.دستگاه هایفو با استفاده از امواج متمرکز فراصوت لایه‌ای از پوست که در زیر لایه‌ی سطحی قرار دارد را مورد هدف قرار داده و به آن انرژی وارد می‌کند. انرژی امواج فراصوت باعث می‌شود که دمای این لایه به سرعت افزایش یابد.
وقتی سلول‌های لایه‌ی هدف به دمای خاصی برسند، دچار آسیب سلولی می‌شوند. شاید به نظر برسد که این اتفاق در تضاد با اهداف ما یعنی بهبود کیفیت پوست صورت باشد، اما این گونه نیست. آسیب به سلول‌ها باعث تحریک تولید پروتئین‌هایی به نام کلاژن می‌شود. کلاژن‌ها مسئول حفظ ساختمان طبیعی پوست و بسیاری از دیگر بافت‌های بدن هستند. هرچه مقدار کلاژن در بافت بیشتر باشد، آن بافت سفت‌تر می‌شود.
پس افزایش کلاژن باعث می‌شود که پوستی سفت، صاف و بدون چین و چروک داشته باشد. چون امواج پرانرژی فراصوت روی لایه‌ی خاصی از پوست متمرکز هستند، به لایه‌های بالایی و زیرین ناحیه‌ی مورد هدف، آسیبی وارد نمی‌شود. ماهیچه‌ها، اعصاب و دیگر سلول‌های پوست هم دست نخورده باقی می‌مانند.
.

### فرآیند هایفوتراپی در جوانسازی پوست
پزشکان معمولا جوانسازی صورت هایفو را با تمیز کردن ناحیه انتخابی صورت و استفاده از ژل آغاز می کنند. سپس از یک دستگاه دستی استفاده می کنند که امواج اولتراسوند را در فواصل کوتاه منتشر می کند. هر جلسه معمولاً 30 تا 90 دقیقه طول می کشد. برخی از افراد ناراحتی خفیف در طول درمان را گزارش می کنند و برخی پس از آن درد دارند. پزشکان ممکن است قبل از عمل از بی حسی موضعی برای کمک به جلوگیری از این درد استفاده کنند. مسکن‌های بدون نسخه مانند استامینوفن (تیلنول) یا ایبوپروفن (ادویل) نیز ممکن است کمک کنند. 

## استفاده‌های پزشکی
هایفوتراپی با تولید حرارت یا تحریک به صورت متمرکز در داخل بدن بدون صدمه به بخش‌های خارج از هدف مورد استفاده پزشکی قرار می‌گیرد. از موارد استفاده آن می‌توان به شکاندن سنگ کلیه، درمان سرطان و جوانسازی و لیفتینگ پوست اشاره کرد. از این موارد می‌توان به سرطان پروستات، درمان فیبروم رحم، درمان برخی اختلالات عصبی و حرکتی اشاره کرد. علاوه بر موارد فوق این فناوری در زمینه پزشک زیبایی برای رفع چربی زیر پوست یا لیفت غیر جراحی نیز کاربرد دارد. در افرادی که تمایل به عمل جراحی لیفت صورت ندارند یا به دلیل بیماری دیگری بیهوشی و جراحی ممنوعیت دارد هایفوتراپی می‌تواند به عنوان جایگزین استفاده شود. با این وجود لیفت جراحی در مقایسه با هایفو تراپی لیفت بیشتری داشته و در صورت نداشتن منع پزشکی انتخاب اول می‌باشد. در روش هایفوتراپی لایه عمقی پوست مورد هدف قرار گفته و لایه اپیدرم دست نخورده باقی می‌ماند. بعبارت دیگر کانون امواج اولتراسوند در زیر پوست است و در زمان عبور از سطح پوست انرژی امواج جذب پوست نشده و تغییر قابل توجهی در سطح پوست ایجاد نمی‌شود. درمان با این روش در یک جلسه انجام می‌شود و عوارض جانبی خاصی بجز قرمزی و تورم موقت پوست ندارد. تأثیر اولیه آن بلافاصله بعد از درمان دیده می‌شود و اثر بلند مدت آن ۳ ماه بعد شروع می‌شود.انجمن جراحی زیبایی آمریکا می گوید که سفت کردن پوست به وسیله امواج فراصوت، معمولاً نتایج مثبتی در 2-3 ماه به وجود می آورد و مراقبت درست از پوست می تواند این نتایج را تا 1 سال پایدار نگه دارد.استفاده از هایفوتراپی برای درمان تومورهای سرطانی سال‌ها است که مورد استفاده قرار می‌گیرد.

## مزایای هایفوتراپی
- لیفت ابرو (بدون جراحی)
- رفع غبغب (بدون جراحی)
- لیفت صورت و گردن ( بدون جراحی )
- سفت و محکم شدن پوست صورت و گردن (بدون جراحی)
- رفع افتادگی پلک بالا
- رفع چروک‌های کناره های خارجی چشم ها (چین های پنجه کلاغی)
- کم شدن عمق خطوط خنده و گریه (رفع افتادگی گوشه های لب ها)
- رفع افتادگی‌های زیر چانه (رفع افتادگی پایین صورت)
- رفع چین و چروک‌های صورت و بالا گردن

## عوارض هایفوتراپی
در هایفوتراپی از امواج فراصوت یا اولتراسوند که همان امواج بی خطر دستگاه سونوگرافی است استفاده می‌شود، با این تفاوت که در هایفو این امواج در عمق کمی از پوست (چند میلی متر) متمرکز می‌شود. امواج فراصوت هیچ ضرر و عوارضی ندارند و هایفوتراپی نه تنها هیچ خطری ندارد بلکه برای کاهش سرعت پیری پوست بسیار مفید است. با توجه به اینکه هایفوتراپی یکی روش درمانی بدون عوارض است، پزشکان توصیه می‌کنند سالی یک بار این اقدام را انجام داد تا به حفظ جوانی پوست و عقب انداختن زمان پیری پوست کمک کرد .